# Villores

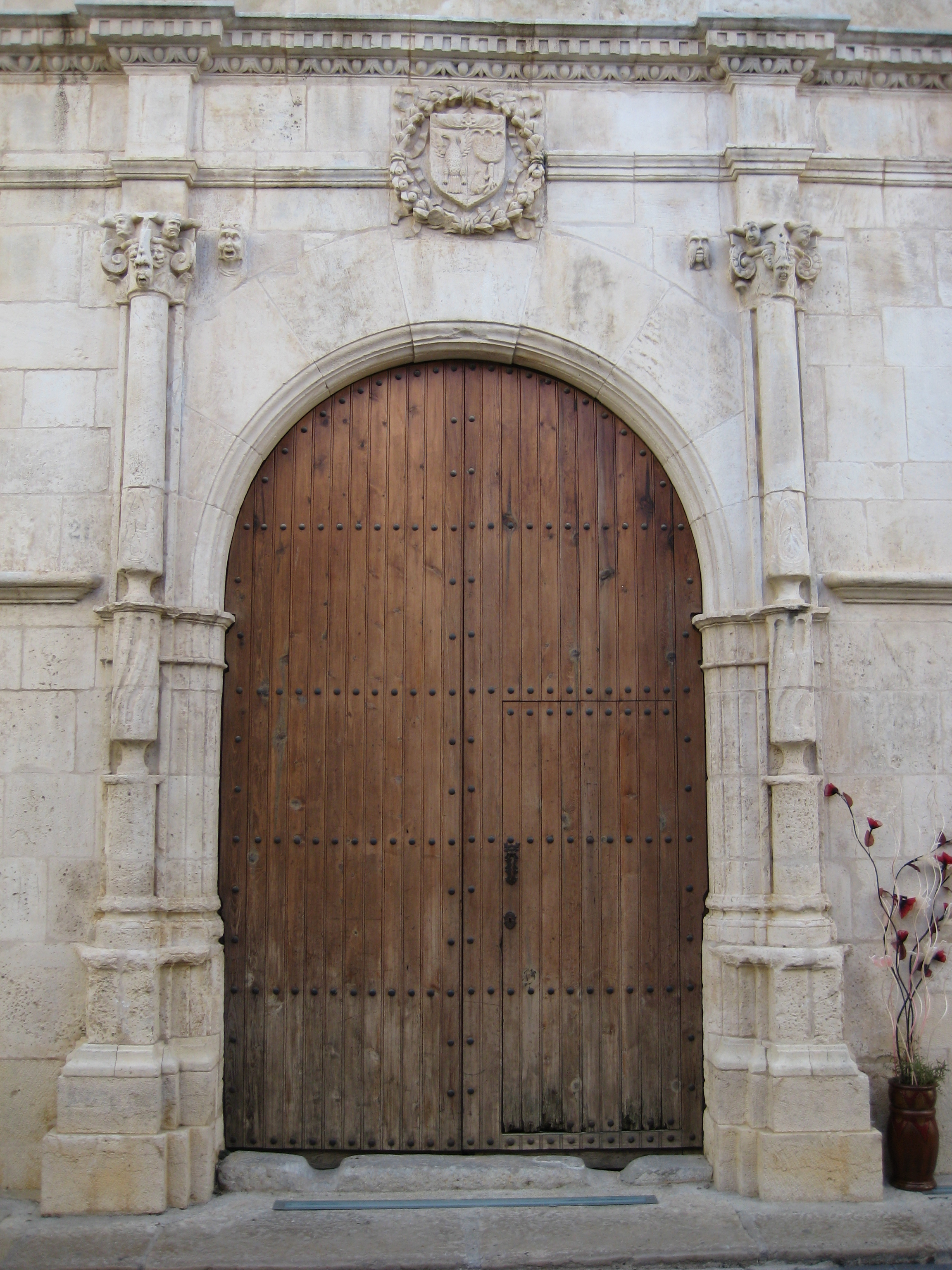
Puerta del Palacio de los marqueses de Villores.

Villores es un municipio de la Comunidad Valenciana, España, en la provincia de Castellón, comarca de Los Puertos de Morella. Cuenta con 42 habitantes (INE 2017).

## Geografía
Situado en la ladera de una montaña a orillas del río Bergantes. El clima es continental con suaves temperaturas en las noches de verano. 
Desde Castellón de la Plana se accede a esta localidad a través de la CV-151, tomando luego la CV-10 para acceder a la CV-132, posteriormente se toma la CV-14 para finalizar en la CV-119.

### Localidades limítrofes
El término municipal de Villores limita con las siguientes localidades: Forcall y  Morella las dos en la provincia de Castellón.

## Historia

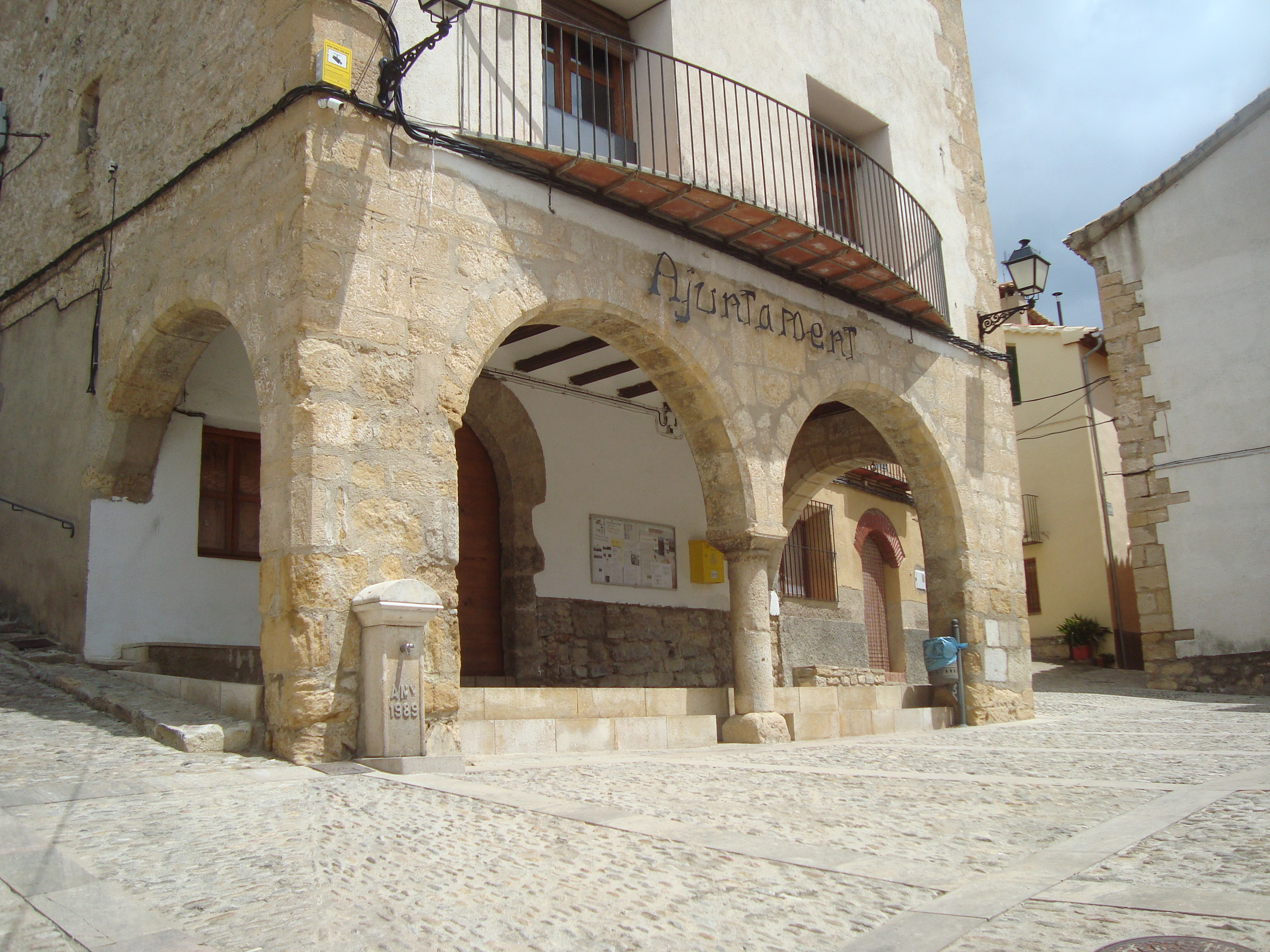
Villores (Castellón)

Fue conquistada por Blasco de Alagón. Históricamente formó parte del término general de Morella, aunque nunca fue una de las denominadas aldeas de Morella por ser señorío laico. Según Viciana, Blasco de Alagón, en abril de 1233, hizo donación del lugar al monasterio de monjas de Sigena. En el siglo XVI era señor de Villores y de Todolella, Francesc Joan Ciurana, mientras que la jurisdicción criminal pertenecía a la villa de Morella. En 1806 detentaba el señorío, junto al de Todolella, Francesc Vidal i Roca. Como casi todas las poblaciones del Maestrazgo y Els Ports, tomó parte activa en las guerras carlistas apoyando el carlismo.

## Administración
| Periodo   | Nombre                    | Partido |
| --------- | ------------------------- | ------- |
| 1979-1983 | Pedro Balaguer Peñarroya  | PSPV    |
| 1983-1987 | Agustín Fuster Bonet      | PSPV    |
| 1987-1991 | Pedro Balaguer Peñarroya  | PSPV    |
| 1991-1995 | Pedro Balaguer Peñarroya  | PSPV    |
| 1995-1999 | Pedro Balaguer Peñarroya  | PSPV    |
| 1999-2003 | Pedro Balaguer Peñarroya  | PSPV    |
| 2003-2007 | Joaquín Gil Mampel        | PSPV    |
| 2007-2011 | Teresa-Empar Giner García | PSPV    |
| 2011-2015 | Ivan Bono Querol          | PSPV    |
| 2015-2019 | Ivan Bono Querol          | PSPV    |
| 2019-2023 | Ivan Guimerà Edo          | V.V.    |
| 2023-act. | Ivan Guimerà Edo          | V.V.    |

## Demografía
Villores cuenta con una población de 53 habitantes (INE 2024).
| Gráfica de evolución demográfica de Villores entre 1842 y 2021                                                      |
| |
| Población de derecho según los censos de población del INE Población de hecho según los censos de población del INE |

## Economía

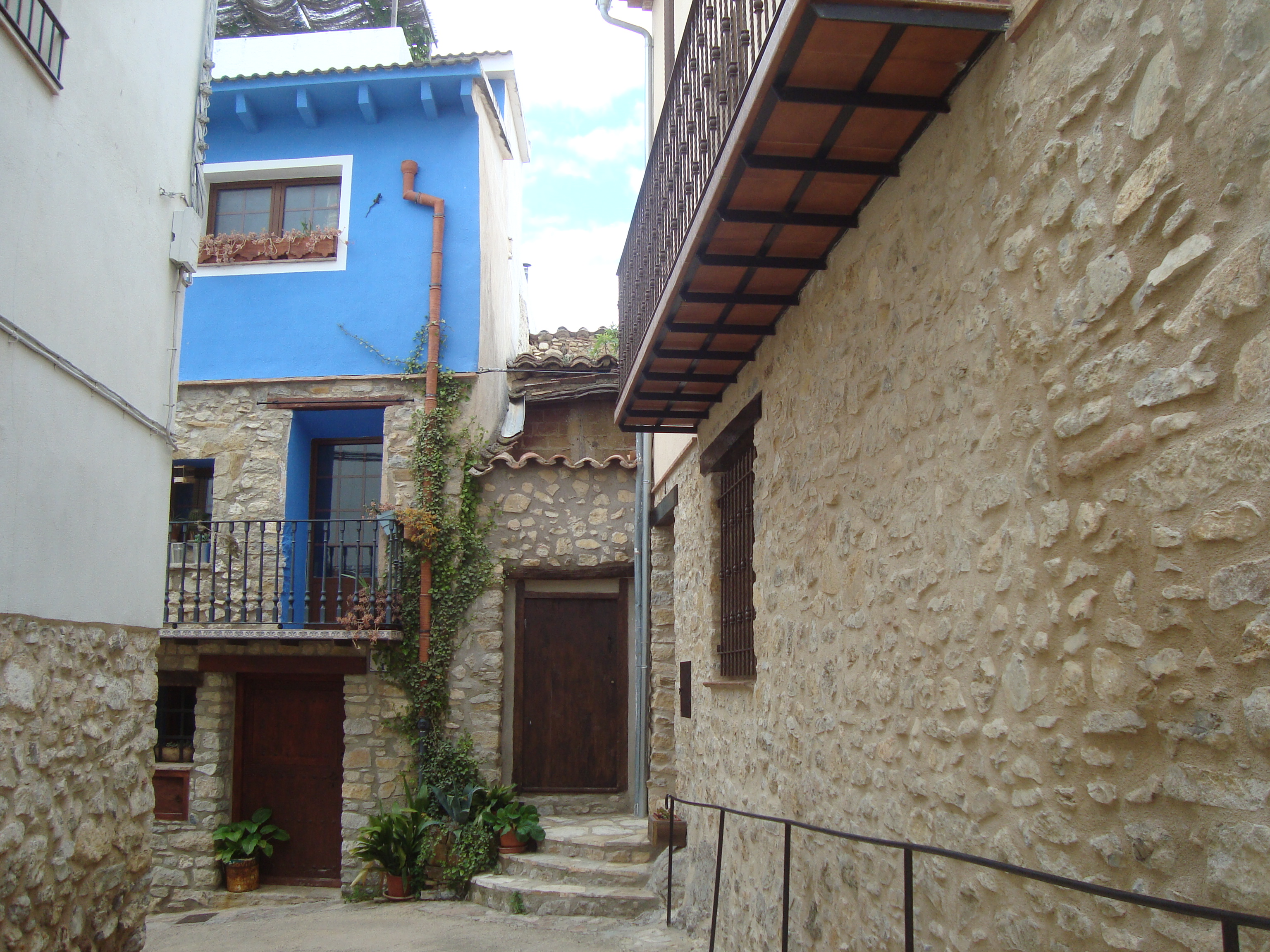
Vista urbana de Villores

Basada tradicionalmente en la agricultura y en la producción de alpargatas.

## Monumentos

### Monumentos religiosos
- Ermita de la Virgen del Buen Suceso. Situada en las afueras de la población.
- Iglesia Parroquial. Dedicada a la Virgen del Rosario.

### Monumentos civiles
- Castillo. Se conservan ruinas del castillo de origen musulmán.
- Palacio de los Marqueses de Villores. Actual Ayuntamiento.
- Casco Urbano. Interés arquitectónico.
- También destacan algunas calles como La Creveta, la Font, Bonet, Sant Roc y la Costera.

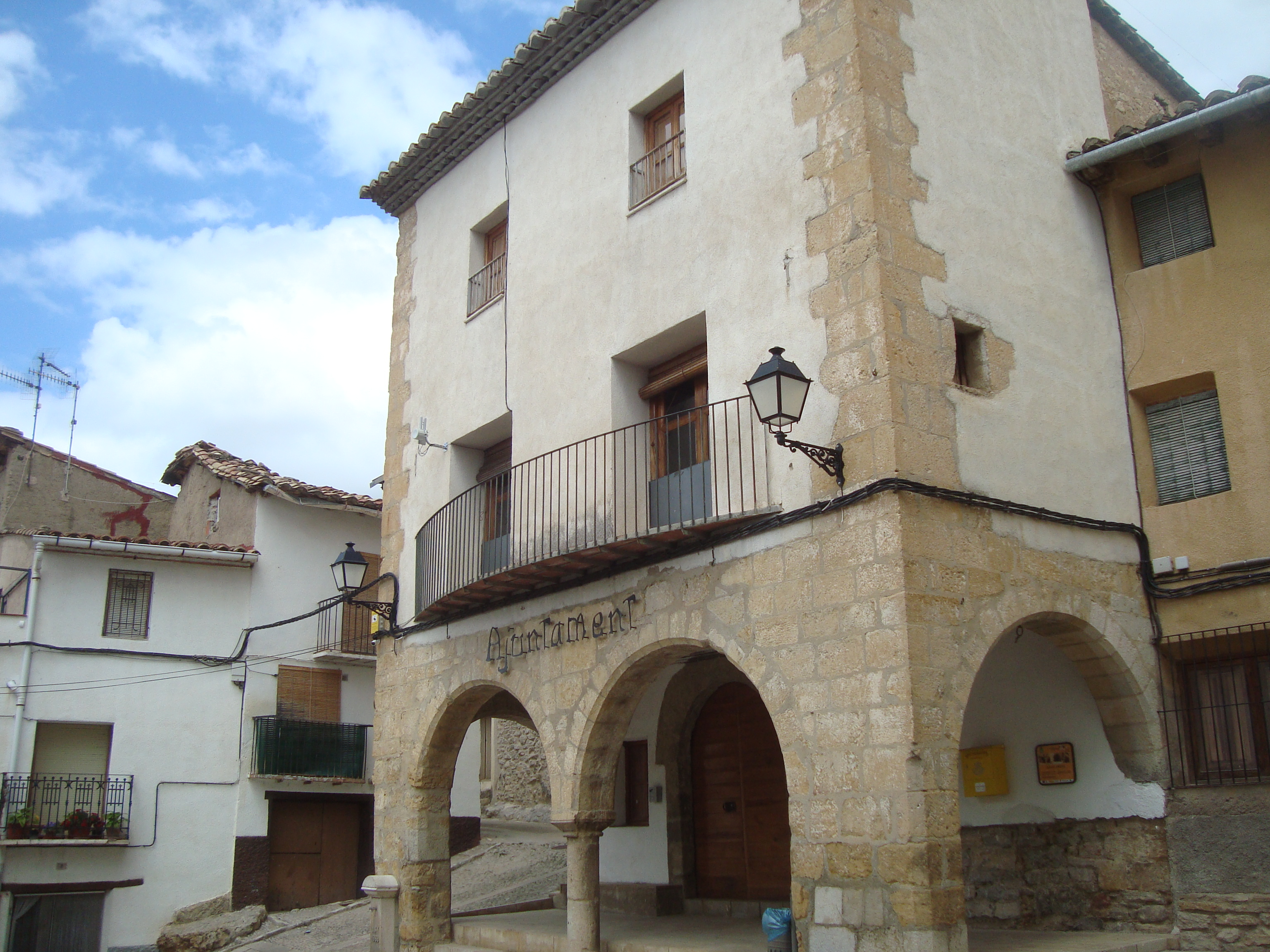
Ayuntamiento de Villores

## Lugares de interés
- Molí de la Cova ("Molino de la Cueva"). Antiguo molino.

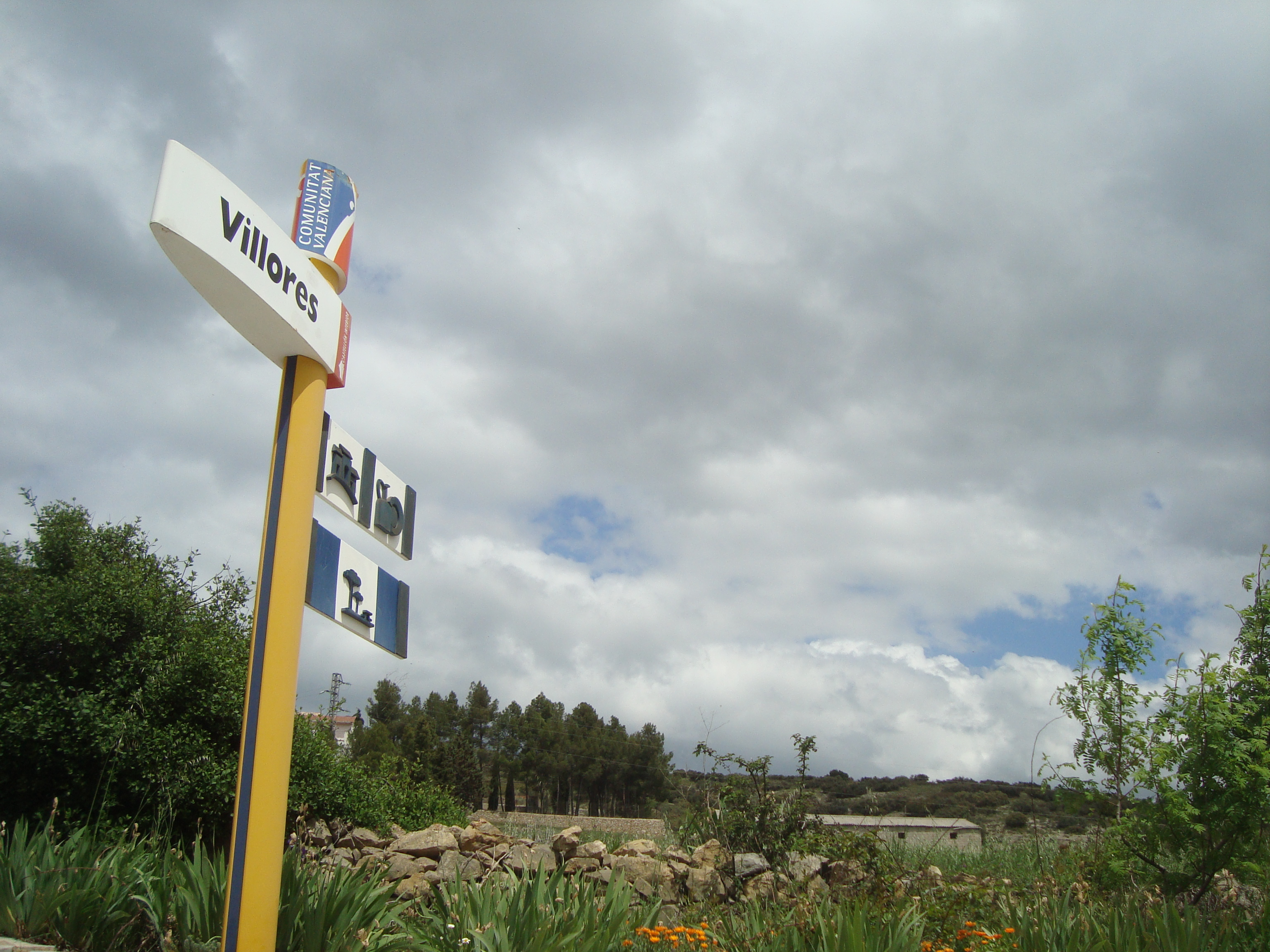
Villores

- Monte de San Juan
- Fuente del Bosque

## Fiestas locales
- San Antonio Abad. Se celebra el sábado más próximo al 17 de enero
- Romería a la Balma. Se celebra en abril, el sábado anterior al lunes de San Vicente.
- Fiestas patronales. Se celebran en agosto durante los días 13, 14, 15, 16 y 17 en honor de la Virgen del Rosario.